# Tessema sensilis
Tessema
Genre
Espèce
Tessema sensilis, unique représentant du genre Tessema, est une espèce de papillons de nuit peu connue de la famille des Crambidae (les pyrales des graminées), et à la grande sous-famille des Spilomelinae. Au moment de sa description, Tessema sensilis était incluse dans la sous-famille des Pyraustinae, puis l'ensemble des Crambidae a été fusionné dans la super-famille des Pyraloidea, aux côtés de la famille des Pyralidae. Bien que ses relations détaillées soient indéterminées, ce papillon pourrait être apparenté aux espèces des genres Herpetogramma ou Pilocrocis.
Ce papillon de nuit est très discret et n'a été recensé qu'une seule fois, le 23 janvier 1968 ; il a fallu près de 20 ans pour réaliser qu'il s'agissait d'une nouvelle espèce. Il a été découvert sur l'île de Nuku Hiva, dans les îles Marquises, en Polynésie française, dont il pourrait être endémique. L'holotype et unique spécimen, un mâle (USNM 100735, sauf genitalia sur la lame USNM 25220) a été collecté sur la crête de Tunoa à environ 884 m d'altitude, près du belvédère panoramique d'observation de la vallée de Tapueahu, à 8° 51′ 25″ S, 140° 11′ 00″ O
.

## Systématique
Le genre Tessema et l'espèce Tessema sensilis ont été décrits en 1986 par l'entomologiste américain John Frederick Gates Clarke (d) (1905-1990),.

## Description
Tessema sensilis est un petit papillon de nuit au corps lisse et aux pattes particulièrement longues, de taille moyenne selon les normes des pyrales, avec une envergure de 39 mm pour le seul spécimen connu. Il est principalement de couleur brun-jaunâtre moyenne, et dans les détails, il ressemble beaucoup à Herpetogramma fimbrialis, et un peu moins à des espèces comme Glyphodes cupripennalis et Glyphodes argyritis.
La tête est légèrement écailleuse, avec un proboscis bien développé et des palpes labiaux squamiformes, blancs sur la face inférieure. Les petits palpes maxillaires sont de simples boutons qui font saillie vers l'avant. Ses antennes grisâtres ont des taches brunâtres à la base et –au moins chez le mâle– sont longues (près de 2 cm chacune) et velues. Entre les bases des antennes et les yeux composés se trouve un petit croissant d'écailles blanches de chaque côté. La tégule (petite plaque située à l’origine des ailes supérieures) présente des écailles chamoisées à l'extrémité postérieure. L'abdomen est gris-rougeâtre, sauf le huitième segment, blanc dans la partie antérieure et rougeâtre dans la partie postérieure. L'extrémité de l'abdomen porte une touffe d'écailles allongées, chamois avec des pointes rougeâtres au-dessus, et entièrement rougeâtres en dessous. La face inférieure du corps est blanche. Les pattes sont blanches à la base et deviennent brunâtres sur le fémur (pattes antérieures) ou le tibia (pattes médianes et postérieures).
Les ailes antérieures à bords droits ont une extrémité un peu allongée et arrondie, et comportent douze nervures. Parmi ces dernières, la 1re et la 2e sont uniques, les 3e à 5e se rejoignent à leur base, les 5e à 7e sont quelque peu parallèles et peu éloignées les unes des autres, les 8e et 9e ont un long pédoncule menant respectivement à l'extrémité de l'aile ou au bord antérieur ; la 10e nervure s'anastomose avec les deux précédentes, la 11e s'attache au quart externe de la cellule de l'aile, et la 12e à sa base. 
Les ailes postérieures sont également quelque peu anguleuses et présentent huit nervures. Les deux premières sont isolées, les 3e à 5e se rapprochent, les 6e et 7e se rejoignent et les 7e et 8e s'anastomosent à leur base. La seule marque sur les ailes brun-jaunâtre est un court trait transversal rougeâtre à l'extrémité externe de la cellule de l'aile antérieure.
Dans l'ensemble, les différences les plus évidentes avec Herpetogramma fimbrialis sont les pattes et les antennes nettement plus courtes de ce dernier, ainsi que sa fourrure abdominale blanche. En outre, H. fimbrialis a des palpes labiaux retournés (et non squamiformes) et les nervures 7 et 8 de l'aile postérieure pédonculées (et non anastomosées).
Les organes génitaux mâles de T. sensilis sont symétriques et globalement légèrement sclérifiés (durcis) sauf pour l'édéage, robuste, qui a une tige fortement sclérifiée sur la face inférieure. Le gnathos et le socius sont absents. L'uncus est mince, courbé, dilaté et couvert de soies à l'extrémité. Le ptérygopode, en forme de harpe, est à peine sclérotisé, formant une crête sur la costa, une bande étroite sur le sacculus, et un processus incurvé émergeant du centre de la harpe ; le cucullus est largement arrondi. Le vinculum est large et tronqué, avec un renflement au milieu ; le tegumen est arqué, et l'anellus forme une petite plaque presque triangulaire avec des rebords légèrement sclérotisés sur les côtés postérieurs.
Le seul spécimen découvert étant un mâle, les organes génitaux de la femelle sont encore inconnus.

## Habitat
Sur le plan écologique, on ne sait pratiquement rien de cette espèce. Son habitat est probablement une forêt claire riche en arbustes, fougères, mousses et lichens, mais l'individu capturé pourrait provenir de zones boisées plus ou moins denses situées à proximité. Parmi les plantes répertoriées dans ou à proximité de l'habitat présumé, se trouvent par exemple Bidens henryi, Cheirodendron bastardianum, Glochidion ramiflorum, Metrosideros collina, Pandanus sp. et Vaccinium cereum.

## Publication originale
(en) John Frederick Gates Clarke, Pyralidae and Microlepidoptera of the Marquesas Archipelago, Washington, Smithsonian Institution Press, coll. « Smithsonian Contributions to Zoology » (no 416), 1986, 485 p. (OCLC 1151086680, LCCN 85600124, DOI https://doi.org/10.5479/si.00810282.416, S2CID 85273734, lire en ligne [PDF]). 

### Note
1. ↑  Clarke écrit Glyphodes cypripennalis (sic).